# Andrea
Teodora Rumenova Andreeva (bug. Теодора Руменова Андреева; Sofija, 23. siječnja 1987.), poznatija pod pseudonimom Andrea (bug. Андреа), bugarska je pop-folk pjevačica. Karijeru je počela 2006. godine, sa singlom Kato nepoznat (Kao stranac), da bi dvije godine kasnije snimila prvi album.
U kolovozu 2008. surađivala je s rumunjskim producentom Costijem Ionitom, snimivši pjesmu Samo moy (Samo moj). Njihova suradnja se nastavila, te su počeli raditi zajedno pod imenom Sahara. Andrea je tada snimila tri najveća hita u svojoj karijeri – Upotrebena (Iskorištena), Dokray (Do kraja) i Neblagodaren (Nezahvalan).
Godine 2009. bila je gošća u pjesmi Bellezza (Ljepotica) Gea da Silve, a 2010. u pjesmi I Wanna (Želim) Boba Sinclara i Shaggyja. Prekinula je suradnju s Costijem početkom 2012., kada je odlučila posvetiti se solo karijeri.
Andrea je u Srbiji poznata zahvaljujući pjesmi Hayde opa (Hajde opa), koju je prepjevala zvijezda Granda Milica Pavlović pod imenom Tango, Nikol Bulat pod imenom Hajde opa i Tanja Popović pod imenom Idealan spoj. Osim njih, pjesmu Neblagodaren (Nezahvalan) Sandra Afrika kao Devojka tvog druga. 

## Diskografija
| Godina | Album                                                  |
| 2008.  | Ogan v kravta (bug. Огън в кръвта, hr. Vatra u krvi)   |
| 2009.  | Men si tarsil (bug. Мен си търсил, hr. Mene si tražio) |
| 2011.  | Andrea (bug. Андреа)                                   |
| 2012.  | Losha (bug. Лоша, hr. Loša)                            |

## Nagrade
- 2008. Najseksi par — Andrea i Kubrat (Noć seks bombi)
- 2008. Najprogresivniji izvođač – (Nagrade na radiju Romantika)
- 2008. Duet godine – Samo moy s Costijem (Magazin Awards u New Folk)
- 2008. Vokalna formacija godine — Andrea i Costi (Magazin Awards u New Folk)
- 2008. Duet na godine – Samo moy s Costijem (Nagrade na TV Planeta)
- 2009. Favorit slušatelja za 2009. godinu – (Nagrade na radiju Romantika)
- 2009. Pjevačica s najviše hitova – (Magazin Awards u New Folk)
- 2009. Uspjeh van granica – (Magazin Awards u New Folk)
- 2009. Seks bomba godine – (Noć seks bombi)
- 2009. Najprogresivniji mladi izvođač – (Nagrade na TV Planeta)
- 2010. Omiljeni album 2010. - (Nagrade na radiju Romantika)
- 2010. Posebna nagrada za pjevačicu s najviše hitova – (Magazin Awards u New Folk)
- 2010. Originalno scensko prisustvo – (Magazin Awards u New Folk)
- 2010. Uspjeh van granica – (Magazin Awards u New Folk)
- 2010. Proboj na svjetske glazbene scene – (Nagrade na TV Planeta)
- 2010. Album godine – (Nagrade na TV Planeta)
- 2010. Seks bomba 2010. godine – (Noć seks bombi)
- 2011. Omiljeni hit diskoteka Iskam teb – (Nagrade na radiju Romantika)
- 2011. Uspjeh van granica – (Magazin Awards u New Folk)
- 2011. Duet godine – Edno s Borisom Dalijem – (Magazin Awards u New Folk)
- 2011. Ljetni hit – Dokray – (Magazin Awards u New Folk)
- 2011. Najpopularnija balkanska zvijezda – (Grafikon folk-estrada.bloger.hr)
- 2011. Zvijezda s najviše stila – (Nagrade paparazzi.bg)
- 2011. Seksi hit na godine – Dokray (Nagrade paparazzi.bg)
- 2011. Umjetničko prisustvo izvođača u spotu – Preday se s Borisom Soltariyskim – (Nagrade na TV Planeta)
- 2011. Duet godine – Edno s Borisom Dalijem – (Nagrade na TV Planeta)
- 2012. Najpopularnija balkanska zvijezda – (Nagrade na Montefolku – Crna Gora)
- 2012. Originalno prisustvo na koncertnoj sceni – (Godišnje glazbene nagrade na TV Planeta)
- 2012. Hit diskoteka – Probvay se s Azisom – (Godišnje glazbene nagrade na TV Planeta)
- 2012. Spot godine – Losha – (Signal.bg)
- 2012. Hit godine – Probvay se s Azisom – (Signal.bg)
- 2012. Najuspješnija pjevačica – (Ladies Awards Beauty & Success)
- 2013. Europski izvođač godine – (Kraljevski glazbeni festival – Kralevo)
- 2013. Balkanska zvijezda – (Nagrade Beogradski pobjednik – Beograd)
- 2013. Folk ikona – (Noć plavuša)
- 2013. Hit diskoteka – Nyama da sam az – (Godišnje glazbene nagrade na TV Planeta)
- 2013. Veleposlanik bugarske glazbe van granica – (Godišnje glazbene nagrade na TV Planeta)
- 2014. Fashion Idol 2014 – (25. bal top modela)